# Deutsche Fechtmeisterschaften 2001
Bei den Deutschen Fechtmeisterschaften 2001 wurden Einzel- und Mannschaftswettbewerbe in den Disziplinen Degen, Florett und Säbel ausgetragen. Sie wurden vom Deutschen Fechter-Bund organisiert. Da es im Einzel kein Gefecht um den dritten Platz gab, teilten sich diesen die beiden Halbfinalisten.

## Herren

### Florett (Einzel)
| Platz | Sportler         | Verein                |
| ----- | ---------------- | --------------------- |
| 1     | André Weßels     | FC Tauberbischofsheim |
| 2     | Richard Breutner | OFC Bonn              |
| 3     | Lars Schache     | FC Tauberbischofsheim |
| 3     | David Hausmann   | OFC Bonn              |

### Florett (Mannschaft)
| Platz | Verein                | Sportler |
| ----- | --------------------- | -------- |
| 1     | FC Tauberbischofsheim |          |
| 2     | OFC Bonn              |          |
| 3     | CTG Koblenz           |          |

### Degen (Einzel)
| Platz | Sportler        | Verein                  |
| ----- | --------------- | ----------------------- |
| 1     | Sven Schmid     | FC Tauberbischofsheim   |
| 2     | Christoph Kneip | TSV Bayer 04 Leverkusen |
| 3     | Oliver Lücke    | OFC Bonn                |
| 3     | Michael Flegler | FC Tauberbischofsheim   |

### Degen (Mannschaft)
| Platz | Verein                | Sportler |
| ----- | --------------------- | -------- |
| 1     | FC Tauberbischofsheim |          |
| 2     | TSV Bayer Dormagen    |          |
| 3     | SC Berlin             |          |

### Säbel (Einzel)
| Platz | Sportler          | Verein                |
| ----- | ----------------- | --------------------- |
| 1     | Dennis Bauer      | FG Koblenz            |
| 2     | Mark Zimmermann   | TSG Eislingen         |
| 3     | Michael Huchwajda | FC Tauberbischofsheim |
| 3     | Alexander Weber   | FC Tauberbischofsheim |

### Säbel (Mannschaft)
| Platz | Verein                | Sportler                                                   |
| ----- | --------------------- | ---------------------------------------------------------- |
| 1     | CTG Koblenz           |                                                            |
| 2     | TSG Eislingen         | Christian Kraus Mark Zimmermann Michael Herm Philipp Grimm |
| 3     | FC Tauberbischofsheim |                                                            |

## Damen

### Florett (Einzel)
| Platz | Sportler     | Verein                |
| ----- | ------------ | --------------------- |
| 1     | Monika Weber | OFC Bonn              |
| 2     | Etelka Sike  | FC Tauberbischofsheim |
| 3     | Anja Müller  | FC Tauberbischofsheim |
| 3     | Simone Bauer | FC Tauberbischofsheim |

### Florett (Mannschaft)
| Platz | Verein                | Sportler |
| ----- | --------------------- | -------- |
| 1     | FC Tauberbischofsheim |          |
| 2     | OFC Bonn              |          |
| 3     | SC Berlin             |          |

### Degen (Einzel)
| Platz | Sportler       | Verein                |
| ----- | -------------- | --------------------- |
| 1     | Imke Duplitzer | Heidenheimer SB       |
| 2     | Claudia Bokel  | OFC Bonn              |
| 3     | Kristin Redanz | FC Tauberbischofsheim |
| 3     | Katja Nass     | Fechtclub Offenbach   |

### Degen (Mannschaft)
| Platz | Verein              | Sportler |
| ----- | ------------------- | -------- |
| 1     | Heidenheimer SB     |          |
| 2     | Fechtclub Offenbach |          |
| 3     | OFC Bonn            |          |

### Säbel (Einzel)
| Platz | Sportler         | Verein        |
| ----- | ---------------- | ------------- |
| 1     | Sandra Benad     | TSG Eislingen |
| 2     | Sibylle Klemm    | TSG Eislingen |
| 3     | Davina Hierzmann | TV Alsfeld    |
| 3     | Sabine Thieltges | FG Koblenz    |

### Säbel (Mannschaft)
| Platz | Verein                | Sportler                                             |
| ----- | --------------------- | ---------------------------------------------------- |
| 1     | TSG Eislingen         | Sandra Benad Diana Maier Siobhan Byrne Elena Weccard |
| 2     | FC Göppingen          |                                                      |
| 3     | FC Tauberbischofsheim |                                                      |